# Visconde de Pirassununga

Visconde de Pirassununga

Visconde de Pirassununga é um título nobiliárquico brasileiro criado por D. Pedro II do Brasil, por decreto em 11 de outubro 1876 em favor a Joaquim Henrique de Araújo. Também foi concedido o título de viscondessa de Pirrassununga a sua esposa, Luiza Bambina de Araújo Lima.
1. Joaquim Henrique de Araújo. (1821–1883) – primeiro visconde de Pirassununga; [3] [4]

Outras grafías de Pirassununga são: Piraçununga  e Pirassinunga.
Vinconde de Pirassununga
- Brazão Visconde de PirrassunungaBrazão Visconde de Pirrassununga [7]
- Barão e Baronesa de Piraçununga Joaquim Henrique de Araújo - Jornal Diário do Rio de Janeiro 1870 Edição 156Barão e Baronesa de Piraçununga Joaquim Henrique de Araújo - Jornal Diário do Rio de Janeiro 1870 Edição 156[8]
- Visconde de Pirassinunga Joaquim Henrique de Araújo - Almanak Administrativo, Mercantil e Industrial do Rio de Janeiro 1877 Edição 34Visconde de Pirassinunga Joaquim Henrique de Araújo - Almanak Administrativo, Mercantil e Industrial do Rio de Janeiro 1877 Edição 34[9]